# Folkhemmet
Folkhemmet (suedeză: [ˈfɔ̂lkˌhɛmːɛt], căminul poporului) este un concept politic care a jucat un rol important în istoria Partidului Social Democrat Suedez și în dezvoltarea statului bunăstării suedez. Termenul este folosit uneori pentru a desemna perioada lungă dintre 1932 și 1976, când social-democrații s-au aflat la putere (cu excepția unei scurte perioade în 1936, când Axel Pehrsson-Bramstorp din partea Ligii Fermierilor a fost prim-ministru). Conceptul a fost pus în practică și a devenit un nume poetic pentru statul bunăstării suedez. Uneori descris drept „Calea de mijloc suedeză”, folkhemmet a fost perceput ca o cale de mijloc între capitalism și socialism.
Viziunea folkhem se bazează pe ideea că întreaga societate ar trebui să funcționeze ca o familie, în care fiecare contribuie, dar și are grijă de ceilalți. Succesul Partidului Social Democrat din perioada postbelică este adesea explicat prin faptul că formațiunea a reușit să motiveze reforme sociale majore prin ideea de folkhem și prin efortul comun al „familiei naționale”.
Liderii social-democrați Ernst Wigforss, un susținător fervent al teoriilor keynesiene, Gustav Möller și Per Albin Hansson, un corporatist social, sunt considerați principalii arhitecți ai folkhemmet, inspirați de conservatorul Rudolf Kjellén și de social-democrații danezi C.V. Bramsnæs și Karl Kristian Steincke. Conceptul a fost ulterior dezvoltat de prim-miniștrii Tage Erlander și Olof Palme, până la pierderea puterii de către social-democrați în 1976. Un alt susținător important a fost Hjalmar Branting, care a intrat în contact cu această idee în timpul studiilor la Universitatea Uppsala, devenind mai târziu cel dintâi prim-ministru socialist al Suediei.

## Istorie

### Corporatism conservator
Se crede că termenul își are originile în viziunea lui Rudolf Kjellén asupra unei societăți de tip corporatist, bazată pe colaborarea dintre clase în interesul național, concepție se inspirată în mare parte din modelul german al Verein für Socialpolitik, care combina stabilitatea și continuitatea de inspirație conservatoare cu reforme sociale asociate în mod tradițional partidelor socialiste, precum asistența medicală universală sau îndemnizațiile pentru șomaj. În plus, au fost integrate idei provenite de la Societatea Fabiană britanică și din progresismul american.

### Social-democrație

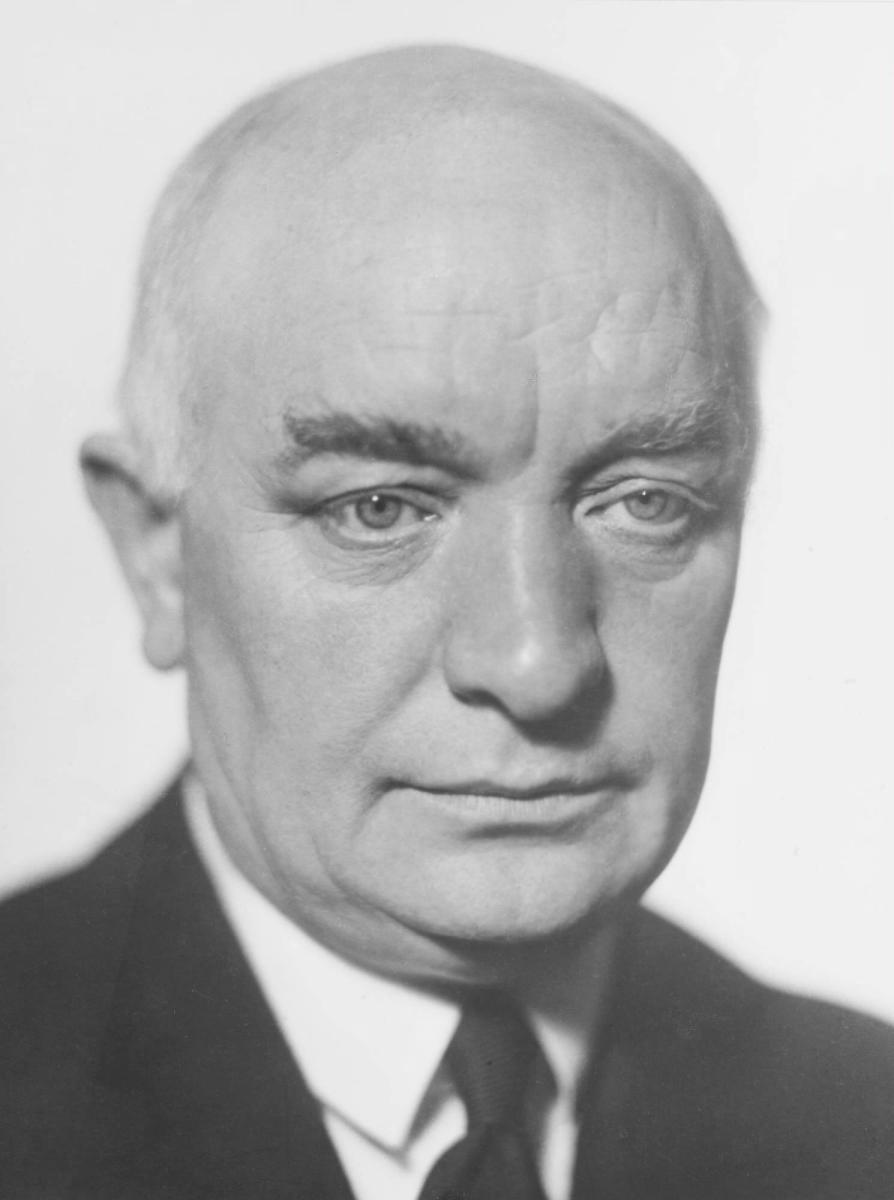
Per Albin Hansson.

Conceptul de Folkhemmet (în română: „căminul poporului”) a fost introdus de Per Albin Hansson la 18 ianuarie 1928, când a afirmat că Suedia ar trebui să devină mai mult asemenea unei „familii/case bune”, caracterizată prin egalitate și înțelegere reciprocă. Hansson pleda pentru înlocuirea societății tradiționale de clasă cu o comunitate bazată pe solidaritate. În celebrul său discurs din 18 ianuarie 1928, Hansson descria viziunea social-democrată suedeză asupra societății:
Un cămin bun nu cunoaște privilegiați sau năpăstuiți, favorizați sau indezirabili. Acolo nimeni nu-l privește de sus pe celălalt. Nimeni nu încearcă să obțină beneficii pe seama celorlalți, cei puternici nu îi asupresc și nu îi jefuiesc pe cei slabi. Într-un cămin bun domnesc egalitatea, bunăvoința, cooperarea, ajutorul reciproc.
După Hansson, această politică a fost continuată până la sfârșitul anilor 1960 de către prim-ministrul Tage Erlander. Potrivit social-democraților suedezi, „căminul poporului” este o societate democratică a bunăstării, bazată pe spirit comunitar și solidaritate. Acest model presupune politici sociale precum asigurări universale de sănătate, alocații pentru copii, pensii ocupaționale și educație primară accesibilă. Adesea, oponenții politici nu s-au opus reformelor în sine, ci au avertizat cu privire la costurile acestora și la necesitatea creșterii impozitelor.
Conceptul a apărut într-un moment în care ideea de naționalizare era tot mai contestată și a marcat renunțarea partidului la ideea de luptă de clasă, concept esențial pentru începuturile mișcării social-democrate. În schimb, social-democrații suedezi au adoptat o economie planificată în conformitate cu ceea ce va fi numit ulterior funktionssocialism (socialism funcțional), în care afacerile erau reglementate prin politici publice și nu prin proprietate de stat. În paralel, statul își extindea controlul asupra individului, însă doar în măsura necesară pentru a crește bunăstarea generală.
Educația accesibilă și de calitate, inclusiv la niveluri superioare, era considerată esențială pentru construirea noii societăți. Prima urmare, Suedia a devenit una dintre primele țări din lume care a oferit învățământ gratuit la toate nivelurile, inclusiv în universitățile publice, fiind înființate mai multe instituții noi de învățământ superior în anii 1960. Asistența medicală universală gratuită a fost pusă la dispoziția populației de către stat, fiind implementată între 1947 și 1955, alături de numeroase alte servicii sociale.